# Бондарина, Зинаида Александровна
Зинаи́да Алекса́ндровна Бонда́рина (бел. Зінаіда Аляксандраўна Бандарына; 11 октября 1909, Гродно — 16 апреля 1959, Минск) — белорусская писательница, прозаик, поэтесса, переводчица

.

## Биография
Родилась в семье учителей. После школы работала в совхозе «Тарасово» Минской области, в 1925—1927 годах — заведующей детского сада в Дзержинске. Окончила Минский белорусский педагогический техникум (1927). Работала учительницей в белорусской школе в сибирском посёлке Медяково Новосибирской области (1927—1928), сотрудницей гомельской газеты «Полесская правда» (1928—1929).
Окончила литературно-сценарный факультет Всероссийского государственного института кинематографии (1933). Возглавляла сценарную кафедру Витебского кинотехникума (1933—1934). Окончила Академию художеств в Ленинграде (1937), работала на киностудиях и театрах в Москве, Архангельске, Горьком.
Во время Второй мировой войны служила в Красной армии. Работала в журнале «Берёзка», на Белорусском радио (1945—1946), Доме народного творчества в Гродно (1946—1948). В 1948—1950 годах была заведующей филиалом музея Янки Купалы в Вязынке. Сотрудница газет «Зорка», «Літаратура і мастацтва» (1950—1956). Член Союза писателей СССР (с 1957).
Похоронена на Восточном кладбище в Минске.

## Творчество
Печаталась с 1926 года. Автор сборника стихов «Весноцвет» (1931), сборника рассказов для детей «Лесные гости» (1960), повестей «Шумит тайга» (1928), «Дипломная работа» (1953), «Галина Ильина» (1959, последние две на русском языке). Повесть «Ой, рано на Ивана…» (1956) о детских и юношеских годах Янки Купалы.

### Публикации
- З. Бандарына, Н. Вішнеўская, Я. Пфляумбаум. Вершы. — Минск: ЦБ «Маладняка», 1926. — 46 с. — 2000 экз.
- Веснацвет. Вершы 1926—1929. Мн. 1931.
- Ой, рана на Івана… Старонкі маленства Янкі Купалы. Аповесць. Мн. 1956.
- Галина Ильина. Повесть. Мн. 1959.
- Лясныя госці. Апавяданні. 1960.
- Ой, рана на Івана… Аповесць аб дзіцячых і юнацкіх гадах Я. Купалы. Мн. 1979.
- Незабываемое детство : автобиографическая повесть // Нёман — 2020. ― № 8. ― С. 8 ― 49.